# 智利桑坦德銀行
智利桑坦德銀行股份有限公司（Santander Chile Holding S.A.）是西班牙桑坦德銀行旗下公司，屬於智利最大資產銀行，分行網絡為504家。最初是由1937年創立聖地牙哥銀行。